# 15565 Benjaminsteele
15565 Benjaminsteele eller 2000 GM49 är en asteroid i huvudbältet som upptäcktes den 5 april 2000 av LINEAR i Socorro County, New Mexico. Den är uppkallad efter Benjamin C. Steele.
Asteroiden har en diameter på ungefär 4 kilometer.